# Eurogate

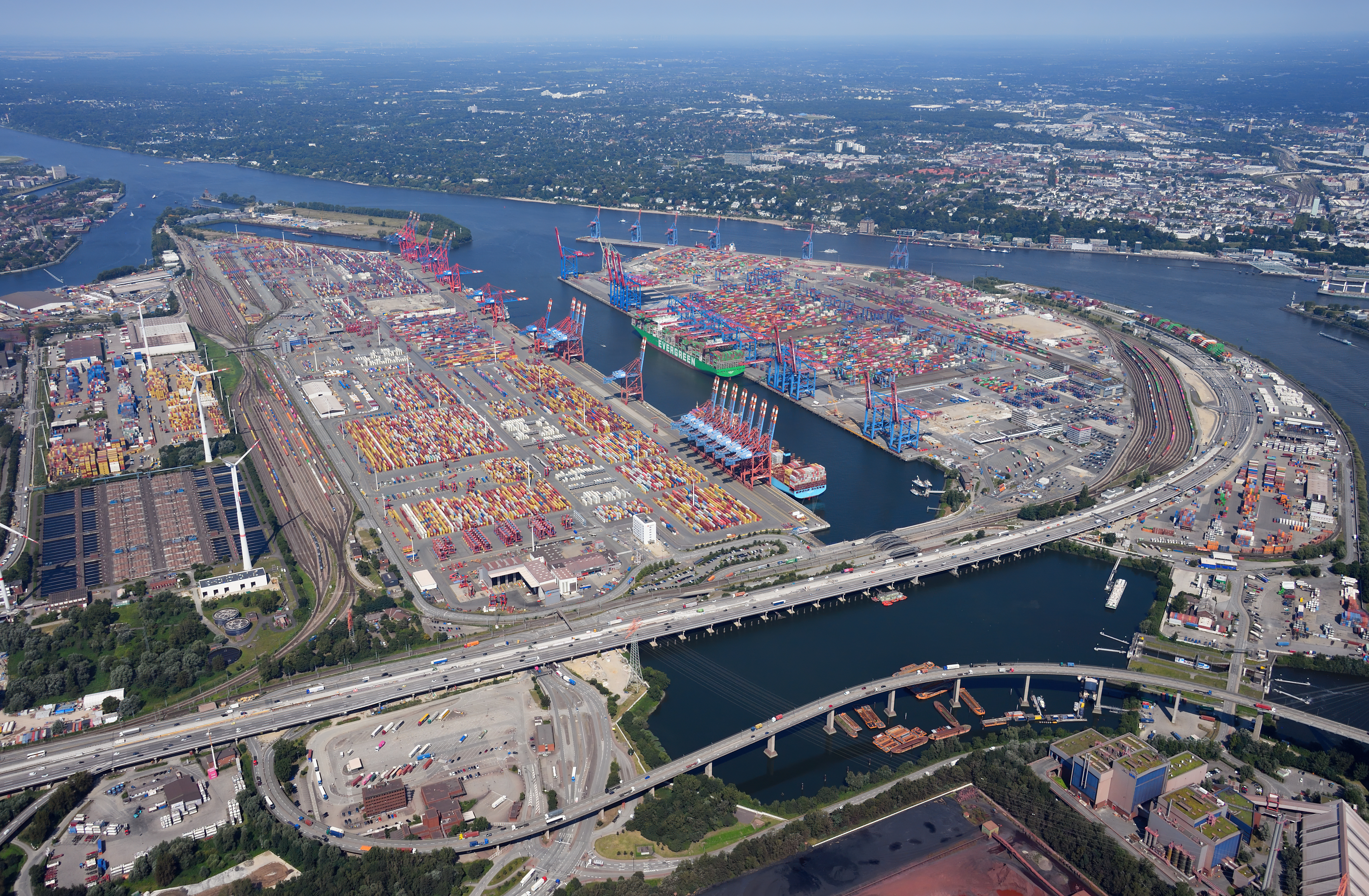
Luftbild des Eurogate Containerterminals im Hamburger Hafen (in der linken Bildhälfte)

Die Eurogate GmbH & Co. KGaA, KG ist Europas größte reedereiunabhängige Container-Terminal- und Logistik-Gruppe mit Sitz in Bremen.
Eurogate betreibt Terminals in Deutschland (Bremerhaven, Hamburg und Wilhelmshaven), Italien (La Spezia, Ravenna, Salerno), Russland (Ust-Luga), Marokko (Tanger) und Zypern (Limassol). Die italienischen Terminals werden durch die Tochtergesellschaft Contship Italia betrieben. Ein weiteres Terminal ist in Ägypten (Damietta) im Bau.
Neben dem reinen Umschlag von Containern werden auch andere Dienstleistungen angeboten, von cargomodalen Services über Container-Depot bis Container-Wartung und -Reparatur. Des Weiteren bietet das Tochterunternehmen Eurogate Intermodal Bahntransporte im Seehafenhinterlandverkehr an.

## Geschichte

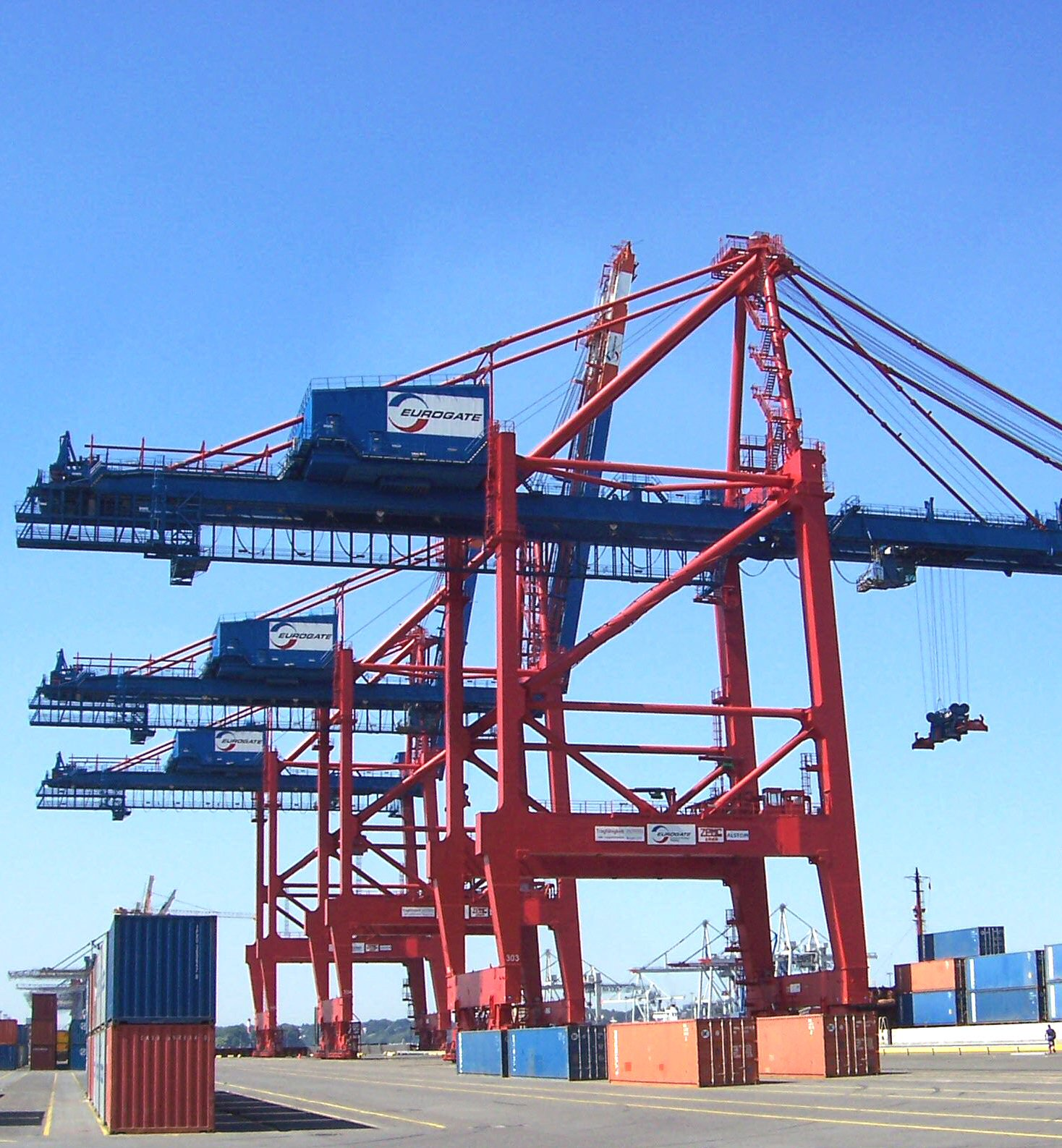
Containerbrücken des Eurogate Containerterminals im Hamburger Hafen

Vor dem Hintergrund einer zunehmenden Konzentration in der Containerschifffahrt zu globalen Allianzen wurden bereits Mitte der Neunziger Jahre erste Gespräche zwischen der Bremer Lagerhaus-Gesellschaft (BLG) und Eurokai über eine Fusion der Containeraktivitäten geführt. Die Gründung des Gemeinschaftsunternehmens Eurogate erfolgte im September 1999 zu gleichen Teilen. Die BLG brachte dabei ihre Terminals in Bremerhaven, Eurokai ihre Terminals in Hamburg und Lissabon sowie ein Drittel von Contship Italia mit Terminals in Gioia Tauro und La Spezia in die neue Gesellschaft ein.
Die Entwicklung der Gesellschaft ist seither durch einen stetigen Ausbau sowie durch eine Anpassung an die sich verändernden Verkehrsströme gekennzeichnet. 2008 wurde ein neues Terminal in Tanger nahe der viel befahrenen Straße von Gibraltar eröffnet. Seit September 2012 ist Deutschlands einziger Tiefwasserhafen JadeWeserPort in Wilhelmshaven mit dem neuen Eurogate Container Terminal Wilhelmshaven (CTW) in Betrieb. 2021 erfolgte die Eröffnung eines weiteren Terminals in Tanger. Für 2024 ist die Eröffnung eines Terminals in Damietta nahe dem Suez-Kanal geplant. Die Anteile an den Terminals in Gioia Tauro und Lissabon wurden zwischenzeitlich verkauft. Die bereits seit 2005 geplante Westerweiterung des Eurogate Container Terminal Hamburg (CTH) wurde bisher nicht realisiert.
Im August 2015 verhängte das Bundeskartellamt gegen die Eurogate Intermodal und weitere Anbieter von Containertransporten, die in der FCDS zusammengeschlossen sind, ein Gesamtbußgeld von 4,56 Millionen Euro. Eurogate hatte wegen abgestimmter Verhaltensweisen bei Containertransporten im Bereich der deutschen Seehäfen Hamburg, Bremen und Bremerhaven Preisabsprachen mit anderen Anbietern getroffen.
2010 wurden an den Terminals der Eurogate insgesamt 12,6 Mio. TEU umgeschlagen, 2015 14,6 Mio. TEU, 2020 11,0 Mio. TEU und 2022 11,9 Mio. TEU.

## Gesellschafter
- Eurokai KGaA, Hamburg (50 %)
- BLG Logistics Group AG & Co. KG, Bremen (50 %)[1]

## Tochterunternehmen und Beteiligungen

### Terminals
- Eurogate Container Terminal Bremerhaven (CTB) (100 % Eurogate), Umschlag 2022: 0,8 Mio. TEU
- MSC Gate Bremerhaven (50 % Eurogate, 50 % TIL, Tochterunternehmen von MSC), Umschlag 2022: 1,2 Mio. TEU
- North Sea Terminal Bremerhaven (NTB) (50 % Eurogate, 50 % APM Terminals, Tochterunternehmen von Maersk), Umschlag 2022: 2,6 Mio. TEU
- Eurogate Container Terminal Hamburg (CTH) (100 % Eurogate), Umschlag 2022: 2,0 Mio. TEU
- Eurogate Container Terminal Wilhelmshaven (CTW) (70 % Eurogate, 30 % Hapag-Lloyd)[8], Umschlag 2022: 0,7 Mio. TEU
- Über Contship Italia (33,4 % Eurogate, 66,6 % Eurokai):
  - La Specia Container Terminal (LSCT) (60 % Contship Italia), Umschlag 2022: 1,1 Mio. TEU
  - Terminal Container Ravenna (TCR) (30 % Contship Italia), Umschlag 2022: 0,2 Mio. TEU
  - Salerno Container Terminal (SCT) (15 % Contship Italia), Umschlag 2022: 0,3 Mio. TEU
- Eurogate Container Terminal Limassol (60 % Eurogate), Umschlag 2022: 0,4 Mio. TEU
- Eurogate Tanger (TC2) (40 % CMA CGM, 20 % Eurogate, 20 % Contship Italia), Umschlag 2022: 1,4 Mio. TEU
- Tanger Alliance Terminal (TC3) (50 % Marsa Maroc, 20 % Eurogate, 20 % Contship Italia, 10 % Hapag-Lloyd), Umschlag 2022: 1,2 Mio. TEU
- OJSC Ust-Luga Container Terminal (20 % Eurogate), Umschlag 2022: 0,02 Mio. TEU
- Damietta Alliance Container Terminal 2 (39 % Hapag-Lloyd, 29,5 % Eurogate, 29,5 % Contship Italia)[9]

### Weitere
- Eurogate Intermodal (EGIM) (100 % Eurogate), Umschlag 2018: 1,046 Mio. TEU[10], 2017: 1.018.260 TEU, 2016: 968.260 TEU
- Eurogate Technical Services (TS) (100 % Eurogate)
- Eurokombi (50 % Eurogate, 50 % Kombiverkehr)
- Remain GmbH Container Depot and Repair (100 % Eurogate)
- Swop Seaworthy Packing GmbH (100 % Eurogate)

## Beleuchtung
Im Herbst 2017 hat die Eurogate am Standort Bremerhaven begonnen, die konventionelle Beleuchtung des Geländes auf intelligent gesteuerte LED-Technik umzustellen. Dadurch wurde die Qualität der Ausleuchtung verbessert und der Energieverbrauch um mehr als die Hälfte gesenkt.

## Mitgliedschaften
- Zentralverband der deutschen Seehafenbetriebe[13]